# Martin Jugovec
Martin Jugovec, slovenski častnik.
Brigadir Jugovec je bil pripadnik SV do upokojitve leta 2012.
Generalni sekretar Zveze slovenskih častnikov je bil od marca 2014 do marca 2022: http://www.zsc.si/, https://www.facebook.com/Zveza-Slovenskih-%C4%8CastnikovMilitary-Officers-Association-of-Slovenia-229400367097032

## Vojaška kariera v JLA, Teritorialni obrambi RS in Slovenski vojski
- namestnik poveljnika Poveljstva za doktrino, razvoj, izobraževanje in usposabljanje Slovenske vojske v Mariboru (januar 2011 do 14. avgusta 2012)
- pomočnik direktorja Urada za informatiko in komunikacije MORS (od junija 2008 do decembra 2010)
- načelnik štaba Poveljstva sil Slovenske vojske na Vrhniki (junij 2005 - maj 2008)
- generalštabno vojaško izobraževanje in usposabljanje v Poveljniško štabni šoli Slovenske vojske v Poljčah (november 2004 - april 2005)
- načelnik Sektorja za operativne zadeve Poveljstva sil Slovenske vojske na Vrhniki (julij 2004 - oktober 2004)
- poveljnik, 52. brigada Slovenske vojske (7. februar 2003 - 30. junij 2004)
- načelnik Sektorja za zveze in informatiko GŠSV (maj 2001 - januar 2003)
- načelnik Oddelka za izobraževanje in usposabljanje stalne sestave, Šola za častnike Slovenske vojske Centra vojaških šol (oktober 2000 - april 2001)
- načelnik odseka v Sektorju za zveze in informatiko GŠSV (januar 1999 - september 2000)
- poveljnik, 104. četa za telekomunikacije RŠTO in 11. bataljon za zveze GŠ Slovenske vojske (junij 1992 - december 1998)
- pomočnik poveljnika v 520 učnem centru TO v Ljubljani (december 1991 - junij 1992),
- sekretar vojaškega atašeja OS SFRJ v Zvezni republiki Nemčiji v Bonu (1989 - 1991)
- priprave za delo sekretarja vojaškega atašeja OS SFRJ v Zvezni republiki Nemčiji v Bonu (1988 - 1989)
- načelnik 41. klase Vojaške akademije kopenske vojske JLA za rod zvez (1986 - 1988)
- poveljnik čete V Šoli za rezerven oficirje zvez kopenske vojske (1984 - 1986)
- poveljnik voda v Šoli za rezerven oficirje zvez kopenske vojske (1980 - 1984)
- študij na Vojaški akademiji Kopenske  vojske JLA v Beogradu - smer zvez (1976 - 1980)
- Vojaška gimnazija Franc Rozman Stane v Ljubljani 4. letnik (1975 - 1976)

## Odlikovanja in priznanja
- srebrna medalja generala Maistra: 8. maj 2002
- bronasta medalja generala Maistra: 12. maj 1999
- bronasta medalja Slovenske vojske: 16. maj 1993
- medalja Slovenske vojske: 26. oktober 2011[2]
- spominski kovanec 104. čete za telekomunikacije Slovenske vojske: 21. junij 2002